# Цистолиты

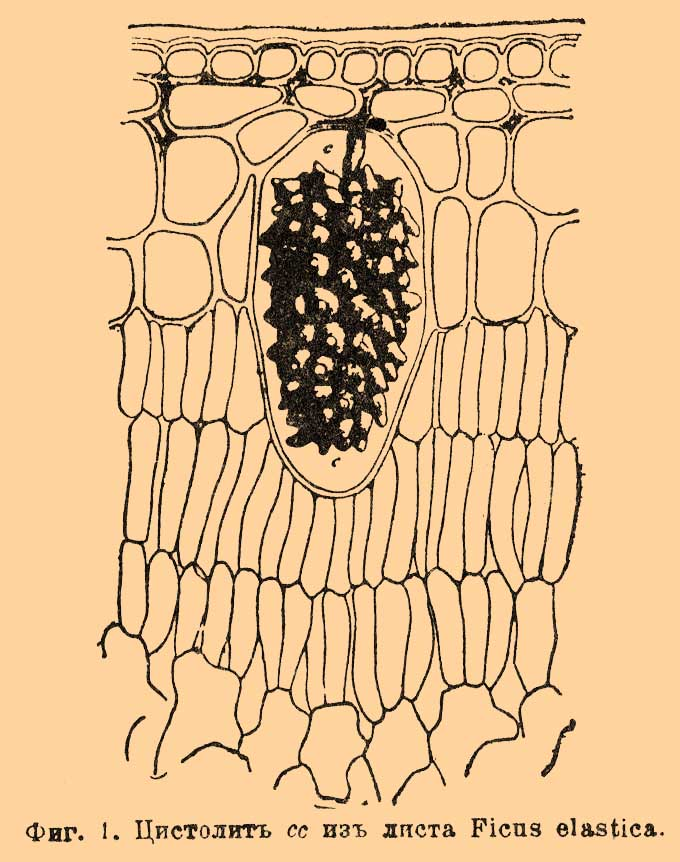
Цистолит из листа Фикус каучуконосный|фикуса каучуконосного (Ficus elastica)

Цистолиты (от др.-греч. κύστις — пузырь и λίθος — камень) — отложения карбоната кальция различной формы в особых кристаллоносных клетках — литоцистах, которые представляют собой эндогенные структуры секреторной ткани растений и встречаются поодиночке или группами.
Цистолиты встречаются у представителей семейств крапивных (Urticaceae), коноплёвых (Cannabaceae), тутовых (Moraceae), бурачниковых (Boraginaceae), тыквенных (Cucurbitaceae), ивовых (Salicaceae), акантовых (Acanthaceae) и других.